# Пазенко Анатолій Федорович
Пазенко Анатолій Федорович (1 вересня 1934 , Кривий Ріг, Дніпропетровська область  — 21 січня 2008 , Київ ) — український актор. Народний артист Української РСР (1987). Лауреат Державної премії України ім. Т. Г. Шевченка (1983). Брат Заслуженого діяча мистецтв України Станіслава Пазенка, та дядько російського актора Єгора Пазенка.

## Життєпис
Народився 1 вересня 1934 р. у м. Кривий Ріг Дніпропетровської області. Закінчив Київський державний інститут театрального мистецтва ім. І. Карпенка-Карого (1958), де викладає з 1961 р. Професор (1988). Працював в Одеському українському музично-драматичному театрі (1956–1961), у Київському театрі юного глядача (1961–1970). З 1970 р. — актор Національного драматичного театру імені Лесі Українки. Знімався у фільмах: «Від Бугу до Вісли» (1980, генерал Ватутін), «Якщо ворог не здається…» (1983, генерал Ватутін), «Війна» (1990, т/ф, 6 а), «Злочин з багатьма невідомими» (1993, журналіст Калясантий).
Помер 21 січня 2008 року.